# Batura Sar
El Batura Sar, també anomenat Batura I és la 25a muntanya més alta de la Terra i la 10a del Pakistan. Amb els seus 7.795 metres és el cim més alt de la Batura Muztagh, la serralada més occidental del gran massís del Karakoram, al Pakistan. Aquest cim és el punt culminant de l'anomenada Paret Batura, que és una línia continua a gran altura de la Batura Muztagh o que al llarg de 10 km supera sempre els 7.000 metres d'altura. A més de ser una de les muntanyes més altes del món, és la segona muntanya amb més prominència del Karakoram, amb 3.318 m.

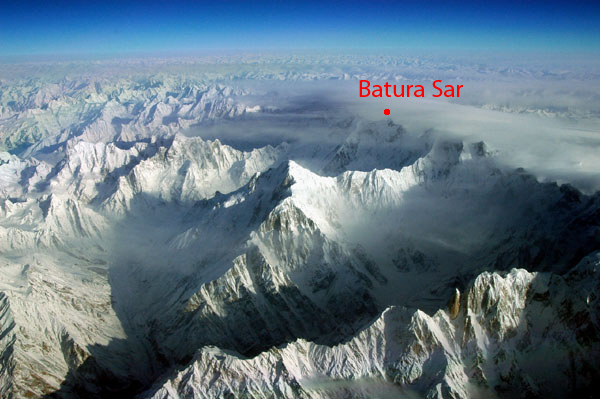
Vista aèria del Batura Sar

El Batura Sar i la Paret Batura es troben gairebé al centre de la subserralada, que és l'única del Karakoram situada a l'oest del riu Hunza. El riu forma una corba que envolta el sud-est, est i nord-est de la Batura Muztagh.
El primer intent d'escalada del cim va tenir lloc el 1959 per una expedició formada per tres britànics i dos alemanys, però moriren en l'intent. No va ser fins al juny de 1976 quan els alemanys Hubert Bleicher i Herbert Oberhofer van aconseguir coronar la muntanya.